# Blase Cupich
Blase Joseph Cupich, född 19 mars 1949 i Omaha, Nebraska, är en amerikansk kardinal och ärkebiskop. Han är sedan år 2014 ärkebiskop av Chicago.

## Biografi
Blase Cupich prästvigdes 1975. Han studerade vid Gregoriana i Rom och senare vid Catholic University of America i Washington, D.C., där han 1987 blev doktor i sakramental teologi.
I juli 1998 utnämndes Cupich till biskop av Rapid City och biskopsvigdes av ärkebiskop Harry Joseph Flynn den 21 september samma år. År 2010 installerades han som biskop av Spokane och år 2014 efterträdde han Francis George som ärkebiskop av Chicago.
Den 19 november 2016 upphöjde påve Franciskus Cupich till kardinalpräst med San Bartolomeo all'Isola som titelkyrka.

## Bilder

Kardinal Cupichs titelkyrka
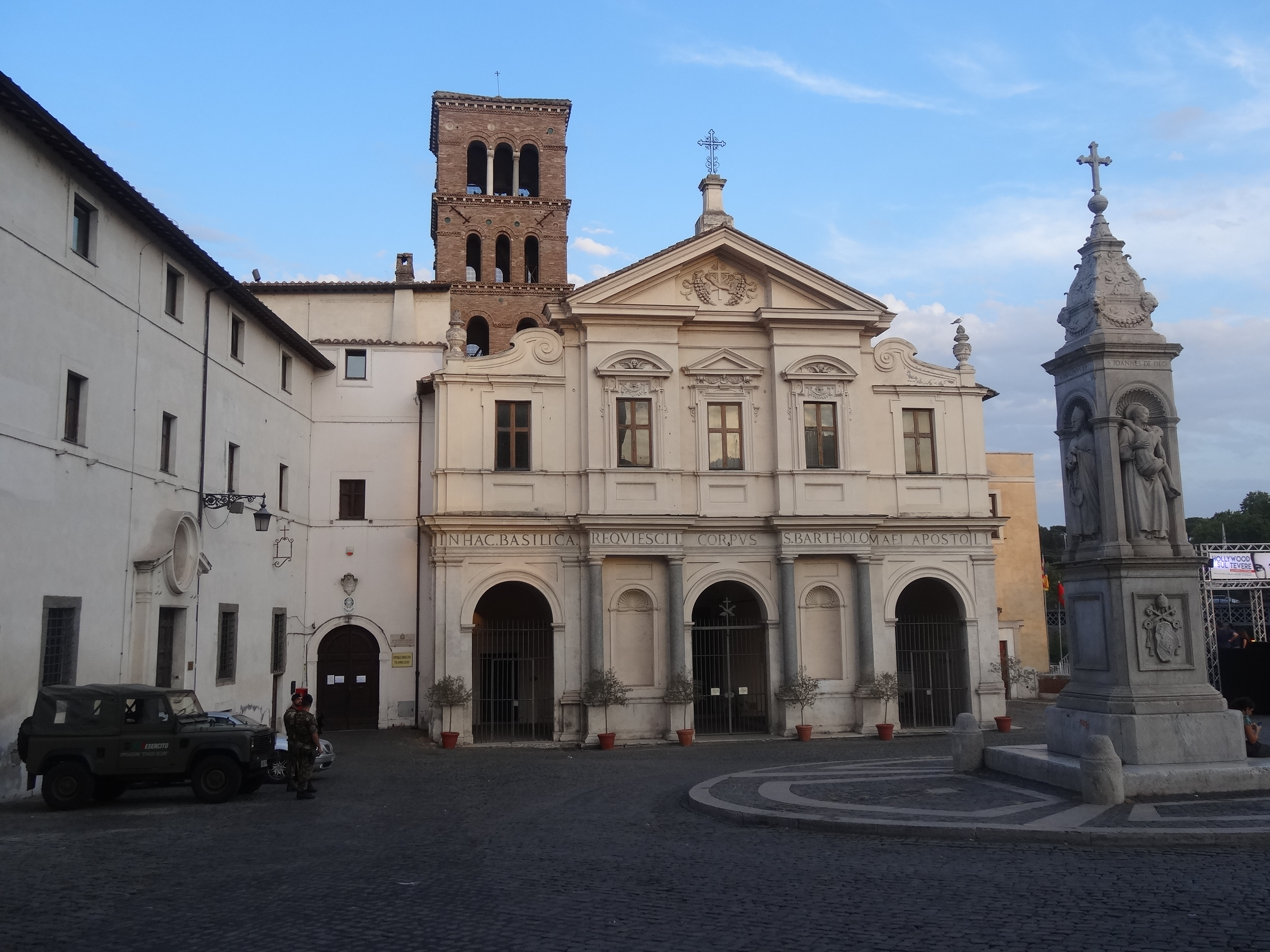
San Bartolomeo all'Isola.